# Briefmarken-Ausgaben für West-Sachsen (SBZ)
Nach Ende des Zweiten Weltkrieges kam der Osten Deutschlands (das Gebiet der späteren Deutschen Demokratischen Republik) unter sowjetische Verwaltung. In fünf Regionen der Sowjetischen Besatzungszone, darunter auch in West-Sachsen, wurden ab Juni 1945 neue Briefmarken herausgegeben.
Als West-Sachsen wird in der Philatelie die Briefmarkenausgaben, die westlich der Elbe sowie Mulde und der Zwickauer Mulde gelegene Teil der vormaligen Reichspostdirektion Leipzig bezeichnet. Dieser Bereich war bis zum 30. Juni 1945 amerikanisch besetzt gewesen und es fand kein Postverkehr statt. Erst unter der sowjetischen Besatzung begann dieser am 23. Juli 1945 in Leipzig und wurde allmählich wieder aufgenommen. Am 6. August 1945 wurden Postkarten und Briefe nach der gesamten Sowjetischen Besatzungszone zugelassen. Die ersten Briefmarken erschienen am 28. September 1945 bis dahin wurde Barfrankierung durchgeführt.
Im Bereich West-Sachsen wurden zwischen September 1945 und Mai 1946 insgesamt 26 Dauermarken und 18 Sonderbriefmarken herausgegeben, vier Sondermarken wurden dabei als Briefmarkenblock herausgegeben.
In Sachsen (Provinz, Ost und West-Sachsen) durften vom 29. Oktober bis 10. Dezember 1945 sämtliche noch gültige deutsche Zonen-, OPD- und Lokalausgaben zur Freimachung verwendet werden, ab 11. Dezember 1945 nur noch die OPD- und Lokalausgaben der Sowjetischen Zone.

## Liste der Ausgaben und Motive

### Legende
- Bild: Eine bearbeitete Abbildung der genannten Marke. Das Verhältnis der Größe der Briefmarken zueinander ist in diesem Artikel annähernd maßstabsgerecht dargestellt.
- Beschreibung: Eine Kurzbeschreibung des Motivs und/oder des Ausgabegrundes. Bei ausgegebenen Serien oder Blocks werden die zusammengehörigen Beschreibungen mit einer Markierung versehen eingerückt.
- Werte: Der Frankaturwert der einzelnen Marke.
- Ausgabedatum: Das erstmalige Datum des Verkaufs dieser Briefmarke.
- Gültig bis: Nach diesem Datum konnte die Marke nicht mehr verwendet werden.
- Auflage: Soweit bekannt, wird hier die zum Verkauf angebotene Anzahl dieser Ausgabe angegeben.
- Entwurf: Soweit bekannt, wird hier angegeben, von wem der Entwurf dieser Marke stammt.
- MiNr.: Diese Briefmarke wird im Michel-Katalog unter der entsprechenden Nummer gelistet.

| Sondermarken | |                  |                    |                  |                                  |           |                       |
| Bild         | Beschreibung | Werte in Pfennig | Ausgabe- datum     | gültig bis       | Auflage                          | Entwurf   | MiNr.                 |
|              | Musterschau Leipziger Erzeugnisse - Ausstellungsplakat | 6                | 18. Oktober 1945   | 31. Oktober 1946 | 1.090.000                        | unbekannt | 124                   |
|              | - Ausstellungsplakat | 12               | 18. Oktober 1945   | 31. Oktober 1946 | 1.082.000                        | unbekannt | 125                   |
|              | Volkssolidarität - Ziffern | 3+2              | 7. Januar 1946     | 31. März 1946    | 2.125.000                        | Otto Horn | 138                   |
|              | - Ziffern | 4+3              | 28. Januar 1946    | 31. März 1946    | 1.085.000                        | Otto Horn | 139                   |
|              | - Ziffern | 5+3              | 28. Januar 1946    | 31. März 1946    | 1.080.000                        | Otto Horn | 140                   |
|              | - Ziffern | 6+4              | 7. Januar 1946     | 31. März 1946    | 2.125.000                        | Otto Horn | 141                   |
|              | - Ziffern | 8+4              | 28. Januar 1946    | 31. März 1946    | 1.080.000                        | Otto Horn | 142                   |
|              | - Ziffern | 10+5             | 28. Januar 1946    | 31. März 1946    | 1.080.000                        | Otto Horn | 143                   |
|              | - Ziffern | 12+6             | 7. Januar 1946     | 31. März 1946    | 2.125.000                        | Otto Horn | 144                   |
|              | - Ziffern | 15+10            | 28. Januar 1946    | 31. März 1946    | 1.065.000                        | Otto Horn | 145                   |
|              | - Ziffern | 20+10            | 28. Januar 1946    | 31. März 1946    | 1.050.000                        | Otto Horn | 146                   |
|              | - Ziffern | 30+20            | 28. Januar 1946    | 31. März 1946    | 1.065.000                        | Otto Horn | 147                   |
|              | - Ziffern | 40+30            | 7. Januar 1946     | 31. März 1946    | 1.405.000                        | Otto Horn | 148                   |
|              | - Ziffern | 60+40            | 28. Januar 1946    | 31. März 1946    | 1.060.000                        | Otto Horn | 149                   |
|              | Leipziger Messe Diese Marken wurden auch als Briefmarkenblock 5 herausgegeben - Altes Rathaus, Leipzig                                                                                              | 6+14             | 8. Mai 1946        | 31. Oktober 1946 | 2.655.850 (gez.) 503.900 (ung.)  | unbekannt | 162                   |
|              | - Altes Rathaus | 12+18            | 8. Mai 1946        | 31. Oktober 1946 | 2.655.850 (gez.) 503.900 (ung.)  | unbekannt | 163                   |
|              | - Altes Rathaus | 24+26            | 8. Mai 1946        | 31. Oktober 1946 | 2.655.850 (gez.) 503.900 (ung.)  | unbekannt | 164                   |
|              | - Altes Rathaus | 84+66            | 8. Mai 1946        | 31. Oktober 1946 | 2.655.850 (gez.) 503.900 (ung.)  | unbekannt | 165                   |
| Dauermarken  | |                  |                    |                  |                                  |           |                       |
| Bild         | Beschreibung | Werte in Pfennig | Ausgabe- datum     | gültig bis       | Auflage                          | Entwurf   | MiNr.                 |
|              | Dauermarkenserie Ziffer I Ab dem 12. Oktober 1945 wurden kleinere Mengen dieser Marken mit einer amtlichen Versuchszähnung ausgegeben (MiNr. 120 bis 123) - Ziffern                                 | 5                | 28. September 1945 | 31. Oktober 1946 | 3.000.000 (ung.) 105.000 (gez.)  | unbekannt | 116 (ung.) 120 (gez.) |
|              | - Ziffern | 6                | 28. September 1945 | 31. Oktober 1946 | 8.000.000 (ung.) 155.000 (gez.)  | unbekannt | 117 (ung.) 121 (gez.) |
|              | - Ziffern | 8                | 28. September 1945 | 31. Oktober 1946 | 5.000.000 (ung.) 115.000 (gez.)  | unbekannt | 118 (ung.) 122 (gez.) |
|              | - Ziffern | 12               | 28. September 1945 | 31. Oktober 1946 | 14.000.000 (ung.) 190.000 (gez.) | unbekannt | 119 (ung.) 123 (gez.) |
|              | Dauermarkenserie Ziffer II - Ziffern | 3                | 9. November 1945   | 31. Oktober 1946 | 9.241.000                        | unbekannt | 126                   |
|              | - Ziffern | 4                | 9. November 1945   | 31. Oktober 1946 | 4.107.500                        | unbekannt | 127                   |
|              | - Ziffern | 5                | 12. November 1945  | 31. Oktober 1946 | 5.720.000                        | unbekannt | 128                   |
|              | - Ziffern | 6                | 12. November 1945  | 31. Oktober 1946 | 11.715.000                       | unbekannt | 129                   |
|              | - Ziffern | 8                | 12. November 1945  | 31. Oktober 1946 | 7.535.000                        | unbekannt | 130                   |
|              | - Ziffern | 10               | 15. November 1945  | 31. Oktober 1946 | 4.068.500                        | unbekannt | 131                   |
|              | - Ziffern | 12               | 12. November 1945  | 31. Oktober 1946 | 14.480.000                       | unbekannt | 132                   |
|              | - Ziffern | 15               | 15. November 1945  | 31. Oktober 1946 | 3.050.000                        | unbekannt | 133                   |
|              | - Ziffern | 20               | 9. November 1945   | 31. Oktober 1946 | 4.132.500                        | unbekannt | 134                   |
|              | - Ziffern | 30               | 9. November 1945   | 31. Oktober 1946 | 4.132.500                        | unbekannt | 135                   |
|              | - Ziffern | 40               | 15. November 1945  | 31. Oktober 1946 | 3.798.000                        | unbekannt | 136                   |
|              | - Ziffern | 60               | 15. November 1945  | 31. Oktober 1946 | 2.978.500                        | unbekannt | 137                   |
|              | Dauermarkenserie Leipzig Ab dem 12. Februar-Ausgabe auf Papier mit Wasserzeichen 1 (MiNr. 150–155), ab dem 15. März-Ausgabe auf Papier ohne Wasserzeichen (MiNr. 156–161) * Stadtwappen von Leipzig | 3                | 12. Februar 1946   | 31. Oktober 1946 | 1.075.000 (150) 1.060.000 (156)  | unbekannt | 150 156               |
|              | - Stadtwappen von Leipzig | 4                | 12. Februar 1946   | 31. Oktober 1946 | 1.075.000 (151) 1.590.000 (157)  | unbekannt | 151 157               |
|              | - Nikolaikirche, Leipzig | 5                | 12. Februar 1946   | 31. Oktober 1946 | 985.000 (152) 1.580.000 (158)    | unbekannt | 152 158               |
|              | - Nikolaikirche | 6                | 12. Februar 1946   | 31. Oktober 1946 | 1.050.000 (153) 1.595.000 (159)  | unbekannt | 153 159               |
|              | - Neues Rathaus, Leipzig | 8                | 12. Februar 1946   | 31. Oktober 1946 | 1.000.000 (154) 1.590.000 (160)  | unbekannt | 154 160               |
|              | - Neues Rathaus | 12               | 12. Februar 1946   | 31. Oktober 1946 | 1.060.000 (155) 1.060.000 (161)  | unbekannt | 155 161               |